# Saint-Saturnin-sur-Loire
Saint-Saturnin-sur-Loire is een plaats en voormalige gemeente in het Franse departement Maine-et-Loire in de regio Pays de la Loire en telt 1290 inwoners (2005). De plaats maakt deel uit van het arrondissement Angers.

## Geschiedenis
De plaats maakt sinds 22 maart 2015 deel uit van het op die dag gevormde kanton Les Ponts-de-Cé toen het kanton Thouarcé, waar de gemeente daarvoor onder viel, werd opgeheven. Op 15 december 2016 werd de gemeente opgeheven en opgenomen in de op die dag gevormde commune nouvelle Brissac Loire Aubance.

## Geografie
De oppervlakte van Saint-Saturnin-sur-Loire bedraagt 12,0 km², de bevolkingsdichtheid is 107,5 inwoners per km².
De onderstaande kaart toont de ligging van Saint-Saturnin-sur-Loire met de belangrijkste infrastructuur en aangrenzende gemeenten.

## Demografie
Onderstaande figuur toont het verloop van het inwonertal.